# Bossestraße 6 (Quedlinburg)

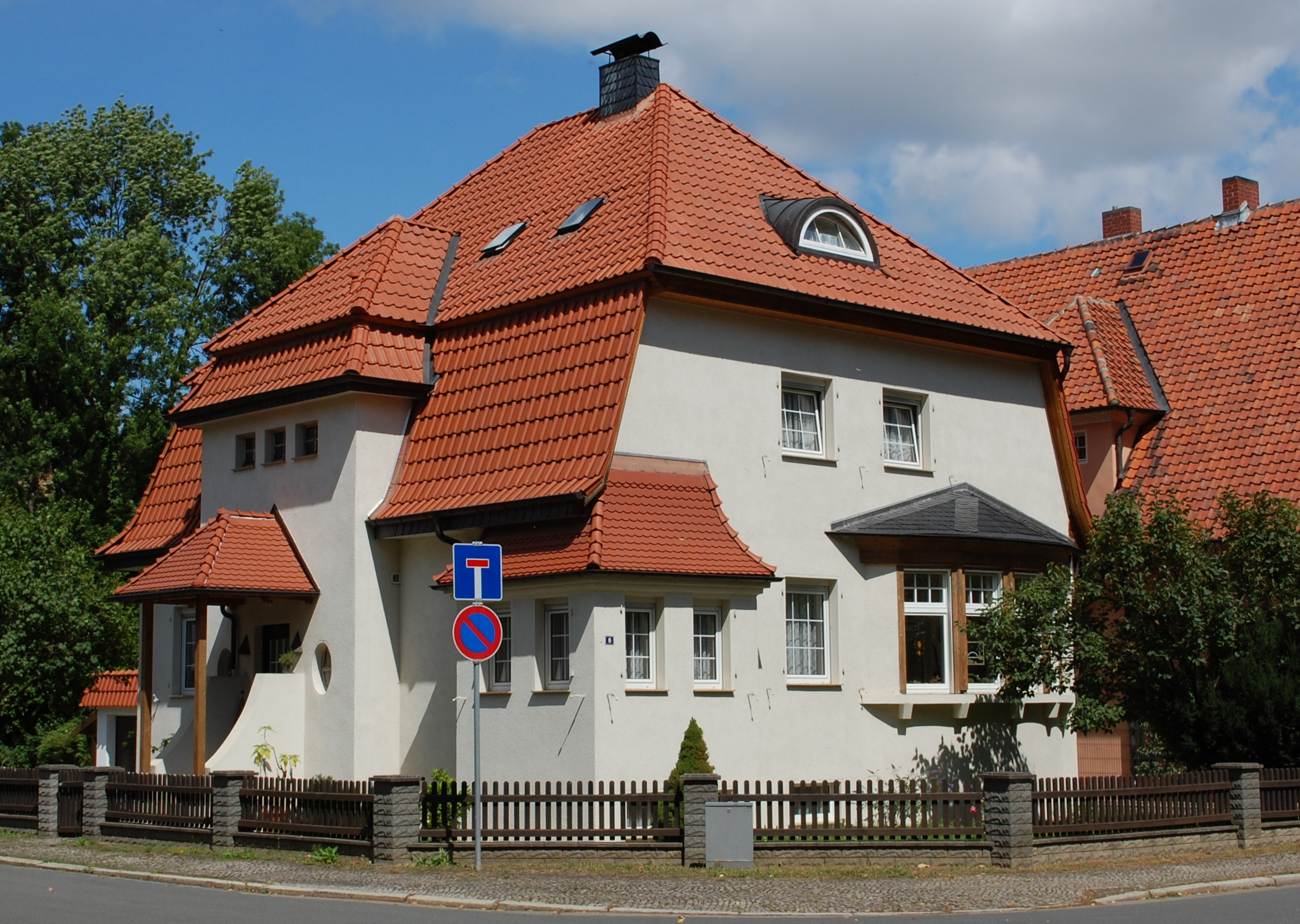
Haus Bossestraße 6

Das Haus Bossestraße 6 ist ein denkmalgeschütztes Gebäude in der Stadt Quedlinburg in Sachsen-Anhalt.
Das Gebäude befindet sich nördlich der historischen Quedlinburger Innenstadt an der Ecke Bossestraße zur Straße Am heiligen Brunnen. Es ist im Quedlinburger Denkmalverzeichnis als Wohnhaus eingetragen.

## Architektur und Geschichte
Das vielgliedrig und kleinteilig aufgebaute Gebäude entstand im Jahr 1909. Bedingt durch seine Ecklage verfügt das Haus über zwei Fassadenseiten, die jedoch auf Verzierungen verzichten.